# 伤膝河大屠杀
伤膝河大屠杀（英語：Wounded Knee Massacre）是指发生于1890年12月29日，在美國南達科他州，由詹姆斯·W·福赛思（James William Forsyth）率领第七骑兵团的500美国骑兵对印第安人苏族的部族拉科塔族进行屠杀。
美国政府声称为了保护淘金人的安全，不断驱赶、迫害当地印第安人。当时拉科塔部族被包围在南达科他州的伤膝河附近，印第安人已经照要求交出武器。但是福赛思上校认为仍有一部分武器未交出，命令士兵搜查。据说有一名患有听力障碍的印第安人“黑郊狼”（Black Coyote）不明白这些士兵的意图，在争执中发生了枪支走火。美军士兵随后开火，无差别的射杀手无寸铁的印第安人。此次事件共有大约300个拉科塔人（包括妇女和小孩）在屠杀中死亡；美军也有25名士兵死亡，其中很多是被友军自伤。

## 大众文化
2013年电子游戏《生化奇兵：无限》虚构了一部分参加了这次屠杀的角色，其中主角布克·德威特（Booker DeWitt）在这次战役后深受创伤后压力综合征困扰。